# Cteipolia sacelli
Cteipolia sacelli är en fjärilsart som beskrevs av Otto Staudinger 1896. Cteipolia sacelli ingår i släktet Cteipolia och familjen nattflyn. Inga underarter finns listade i Catalogue of Life.